# Maureen Nisima
Maureen Nisima (Bondy, 30 de julho de 1981) é uma ex-esgrimista francesa, vencedora de múltiplas medalhas olímpicas, mundiais e continentais.

## Biografia
Maureen Nisima nasceu na cidade de Bondy, em 30 de julho de 1981. Em 2001, aos 20 anos de idade, participou pela primeira de um Campeonato Mundial, na cidade francesa de Nîmes. Na ocasião, a equipe francesa decepcionou e perdeu nas oitavas de final para a Bielorrússia, mesmo com a presença de Laura Flessel-Colovic e Marysa Baradji-Duchêne. Na edição seguinte, em Lisboa, terminou entre as dezasseis melhores no individual. Sagrou-se campeã do Campeonato Europeu de 2002.
No início de 2003, sofreu uma lesão no punho pela qual foi submetida à uma cirurgia. No entanto, no mesmo ano, ganhou a medalha de prata no Campeonato Mundial, sendo derrotada pela ucraniana Natalia Conrad. No ano seguinte, participou pela primeira vez dos Jogos Olímpicos, realizados em Atenas, onde conquistou dois bronzes.
De 2005 a 2008, conquistou inúmeras medalhas mundiais, incluindo três ouros por equipes, uma prata e um bronze. Em 2010, consagrou-se campeã mundial no evento individual. Também ganhou três bronzes em Campeonatos Europeus.
Nisima não conseguiu as qualificações para os Jogos Olímpicos de 2012 e 2016. Em 2017, anunciou a aposentadoria da esgrima. Foi comentarista da Eurosport durante os Jogos de 2020.

## Palmarès
Jogos Olímpicos
| Ano  | Local  | Evento             | Posição | Ref.   |
| ---- | ------ | ------------------ | ------- | ------ |
| 2004 | Atenas | Espada individual  | 3.ª     | [ 19 ] |
| 2004 | Atenas | Espada por equipes | 3.ª     | [ 10 ] |

Campeonatos Mundiais
| Ano  | Local           | Evento             | Posição | Ref.   |
| ---- | --------------- | ------------------ | ------- | ------ |
| 2005 | Lípsia          | Espada por equipes | 1.ª     | [ 20 ] |
| 2007 | São Petersburgo | Espada por equipes | 1.ª     | [ 21 ] |
| 2008 | Pequim          | Espada por equipes | 1.ª     | [ 22 ] |
| 2010 | Paris           | Espada individual  | 1.ª     | [ 23 ] |
| 2003 | Havana          | Espada individual  | 2.ª     | [ 24 ] |
| 2006 | Turim           | Espada por equipes | 2.ª     | [ 25 ] |
| 2007 | São Petersburgo | Espada individual  | 3.ª     | [ 26 ] |

Campeonatos Europeus
| Ano  | Local     | Evento             | Posição | Ref.   |
| ---- | --------- | ------------------ | ------- | ------ |
| 2002 | Moscou    | Espada individual  | 1.ª     | [ 5 ]  |
| 2007 | Gante     | Espada por equipes | 3.ª     | [ 14 ] |
| 2010 | Lípsia    | Espada por equipes | 3.ª     | [ 15 ] |
| 2011 | Sheffield | Espada por equipes | 3.ª     | [ 16 ] |